# The Classic Christmas Album (альбом Барбры Стрейзанд)
The Classic Christmas Album — сборник рождественской музыки американской вокалистки Барбры Стрейзанд. Первоначально он был выпущен 27 сентября 2013 года на лейбле Legacy Recordings и Columbia Records, а обновлённая версия была выпущена в цифровом виде несколько месяцев спустя и физически 7 октября 2014 года. Продюсерами коллекции выступили Дидье Дойч, Джеффри Джеймс и Тим Стёрджес. Весь материал на пластинке взят из двух предыдущих рождественских альбомов Стрейзанд, A Christmas Album (1967) и Christmas Memories (2001).
Критики AllMusic положительно отозвались о сборнике, оценив обе версии альбома в 3,5 балла из 5 звезд. Альбом был встречен умеренным успехом, достигнув 95-го места в Billboard 200 и второго места в чарте Top Holiday Albums. Он также попал в чарты Чехии под номером 93.

## Список композиций
| №                   | Название                                                  | Длительность |
| ------------------- | --------------------------------------------------------- | ------------ |
| 1.                  | «Have Yourself a Merry Little Christmas»                  | 3:11         |
| 2.                  | «The Christmas Song (Chestnuts Roasting on an Open Fire)» | 3:58         |
| 3.                  | «I’ll Be Home for Christmas»                              | 4:13         |
| 4.                  | «A Christmas Love Song»                                   | 3:58         |
| 5.                  | «The Best Gift»                                           | 3:11         |
| 6.                  | «It Must Have Been the Mistletoe»                         | 3:11         |
| 7.                  | «I Remember»                                              | 4:58         |
| 8.                  | «I Wonder as I Wander»                                    | 3:16         |
| 9.                  | «Sleep in Heavenly Peace (Silent Night)»                  | 3:04         |
| 10.                 | «Snowbound»                                               | 3:01         |
| 11.                 | «Jingle Bells?»                                           | 1:54         |
| 12.                 | «My Favorite Things»                                      | 3:06         |
| 13.                 | «Christmas Lullaby»                                       | 3:31         |
| 14.                 | «O Little Town of Bethlehem»                              | 2:55         |
| 15.                 | «Christmas Mem’ries»                                      | 4:47         |
| 16.                 | «White Christmas»                                         | 3:03         |
| Общая длительность: | Общая длительность:                                       | 55:17        |

| №                   | Название                                 | Длительность |
| ------------------- | ---------------------------------------- | ------------ |
| 1.                  | «Jingle Bells?»                          | 1:54         |
| 2.                  | «I’ll Be Home for Christmas»             | 4:13         |
| 3.                  | «Sleep in Heavenly Peace (Silent Night)» | 3:04         |
| 4.                  | «What Are You Doing New Year’s Eve?»     | 3:54         |
| 5.                  | «My Favorite Things»                     | 3:06         |
| 6.                  | «Ave Maria Op. 52 No. 6»                 | 3:25         |
| 7.                  | «I Remember»                             | 4:58         |
| 8.                  | «One God»                                | 3:39         |
| 9.                  | «Christmas Lullaby»                      | 3:31         |
| 10.                 | «The Best Gift»                          | 3:11         |
| 11.                 | «I Wonder as I Wander»                   | 3:16         |
| 12.                 | «Snowbound»                              | 3:01         |
| 13.                 | «Christmas Mem’ries»                     | 4:47         |
| 14.                 | «Gounod’s Ave Maria»                     | 3:26         |
| 15.                 | «The Lord’s Prayer»                      | 2:43         |
| Общая длительность: | Общая длительность:                      | 52:08        |

## Чарты
| Чарт (2013—2016)                        | Высшая позиция |
| --------------------------------------- | -------------- |
| США (Billboard 200)                     | 95             |
| США (Billboard Top Catalog Albums)      | 28             |
| США (Billboard Top Current Album Sales) | 75             |
| США (Billboard Top Holiday Albums)      | 2              |
| Чехия (ČNS IFPI)                        | 93             |